# John Biffen
William John (John) Biffen, Baron Biffen  (Otterhampton, Engeland, 3 november 1930 – Londen, Engeland, 14 augustus 2007) was een Brits politicus van de Conservative Party.
- Gemeinsame Normdatei: 1047449633
- International Standard Name Identifier: 0000 0001 1490 2572
- Library of Congress Control Number: n88290371
- Nationale Bibliotheek van Letland: 000078180
- Virtual International Authority File: 38485266
- WorldCat: E39PBJqqmkfhBkyFBfcbqKBpT3